# Psila bivittata
Psila bivittata är en tvåvingeart som beskrevs av Friedrich Hermann Loew 1869. Psila bivittata ingår i släktet Psila och familjen rotflugor. Inga underarter finns listade i Catalogue of Life.